# Zamarada reflexaria
Zamarada reflexaria là một loài bướm đêm trong họ Geometridae.